# Annigeri
Annigeri (en canarés: ಅಣ್ಣಿಗೇರಿ ) es una ciudad de la India en el distrito de Dharwad, estado de Karnataka.

## Geografía
Se encuentra a una altitud de 627 m s. n. m. a 434 km de la capital estatal, Bangalore, en la zona horaria UTC +5:30.

## Demografía
Según estimación 2011 contaba con una población de 25 546 habitantes.